# Artificial Paradise (Sylvan)
Artificial Paradise is het derde muziekalbum van de Duitse band Sylvan. De muziek is vergelijkbaar met die van een lichte Marillion met Eloy-invloeden. Dat laatste komt voornamelijk door het Duitse accent, waarmee de Engelstalige teksten worden uitgesproken. Het conceptalbum is opgenomen in november en december 2001 en in 2002 uitgegeven op 28 oktober door Musea Records. Op 16 oktober 2004 komt een andere versie uit; Sylvan is van platenlabel veranderd; het verschijnt via Progrock Records. Het album is opgenomen in Hamburg. De titel van het album is ontleend een gedicht van Charles Baudelaire, Les Paradis Artificiel (Onechte Paradijzen).

## Musici
- Marco Glühman – zang
- Kay Söhl – gitaar
- Sebastian Harnack – basgitaar
- Volker Söhl – keyboards
- Matthias Harder – slagwerk
- Miriam Schell zingt op Strange Emotion en Artificial Paradise

## Composities
1. Deep inside (9:14)
2. That’s why it hurts (7:04)
3. Strange emeotion (4:17)
4. Human apologies (8:29)
5. Timeless traces (8:10)
6. I still believe (3:03)
7. Around the world (6:23)
8. Souvenirs (2:08)
9. Artificial paradise (20:16)